# Eliécer Feinzaig Mintz

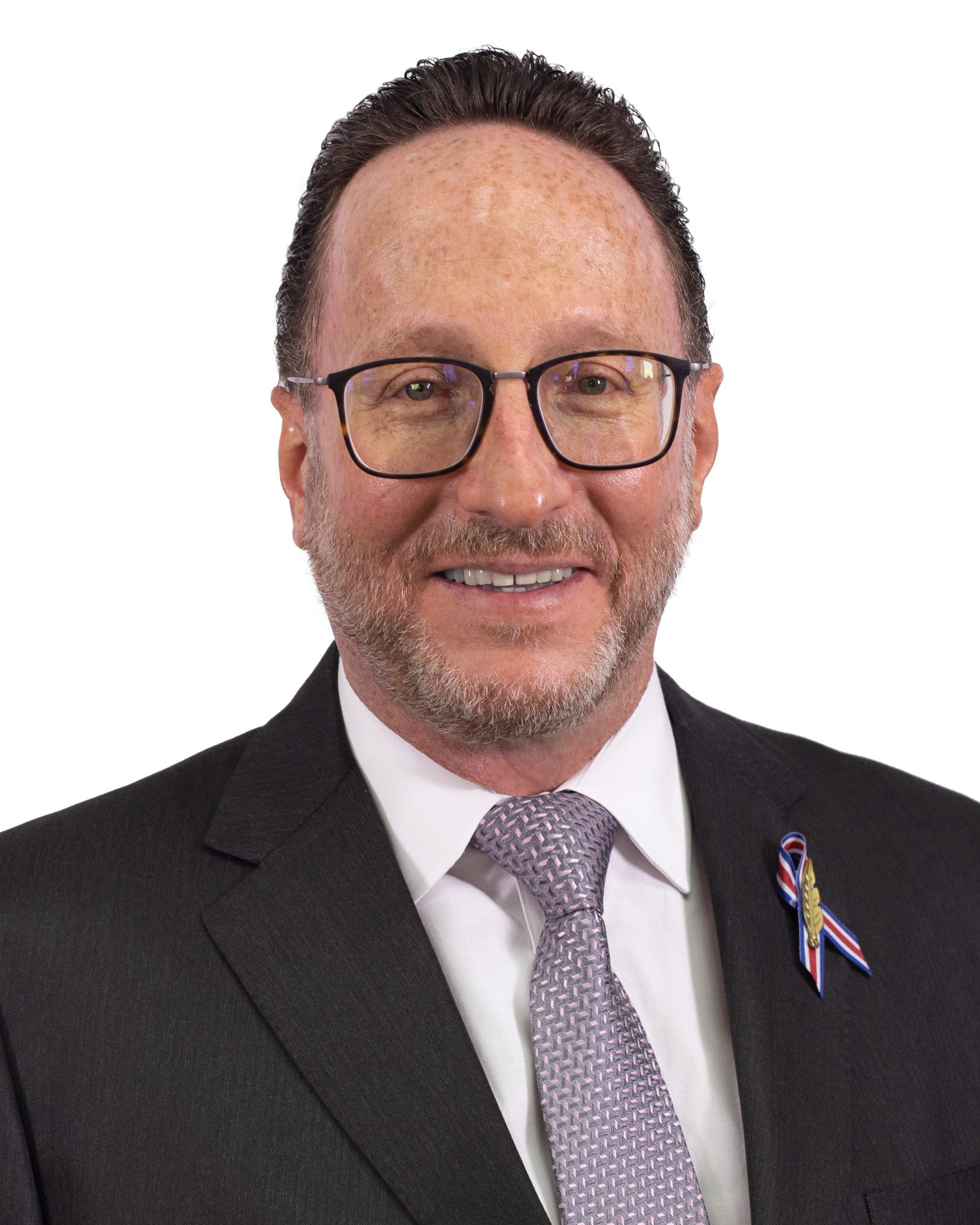
Eliécer Feinzaig Mintz (2022)

Eliécer „Eli“ Feinzaig Mintz (* 23. März 1965 in San José) ist ein Wirtschaftswissenschaftler und Politiker der Christlich-Sozialen Einheitspartei PUSC (Partido Unidad Social Cristiana) sowie später der Progressiv-Liberalen Partei PLP (Partido Liberal Progresista), der seit 2016 Vorsitzender der neugegründeten PLP ist. Er kandidierte für diese bei der Präsidentschaftswahl in Costa Rica 2022 und belegte im ersten Wahlgang 6. Februar 2022 den vierten Platz unter 25 Kandidaten.

## Leben

### Studien, Dozent und Beratungstätigkeiten
Eliécer „Eli“ Feinzaig Mintz stammt aus einer jüdisch-polnischen Aschkenasimfamilie und ist der Sohn von Willy Feinzaig Rosenstein und Rosa Mintz Goldgewicht. Er besuchte die Grund- und Sekundarschule des nach dem ersten Staatspräsidenten Israels Chaim Weizmann benannten Instituto Dr. Jaim Weizman und begann 1981 ein Studium der Wirtschaftswissenschaften an der Universidad de Costa Rica (UCR), welches er 1988 mit einem Bachelor (Bachiller en Economía) beendete. Während seines Studiums befand er sich zwischen 1982 und 1983 zu einem Niveaustufenkurs für ausländische Studierende an der Hebräischen Universität Jerusalem. 1988 begann er ein postgraduales Studium der Betriebswirtschaftslehre an der Universidad Interamericana de Puerto Rico UIPR, das er 1991 mit einem Master (Master en Administración de Empresas) mit dem Schwerpunkt Finanzwirtschaft abschloss. 1991 begann er mit einem Stipendium des Fulbright-Programms ein weiteres postgraduales Studium im Fach Politische Ökonomie an der University of Illinois at Urbana-Champaign UIUC und schloss dieses 1993 mit einem Master of Science in Policy Economics (M.Sc. Political Economics) ab. Während dieser Zeit wurde er 1992 Mitglied der akademischen Wirtschaftswissenschaftlichen Ehrengesellschaft Omicron Delta Epsilon.
Nach Abschluss seiner Studien war Fainzaig Mintz seit 1993 als Berater in den Bereichen Finanzierung, Immobilienentwicklung und finanzielle Strukturierung von Immobilienprojekten tätig. Er war zwischen 1996 und 1997 war er Gastwissenschaftler im Rahmen eines Wettbewerbsstipendiums des Programms für Umweltökonomie und natürliche Ressourcen an der Wirtschaftswissenschaftlichen Fakultät der University of Illinois at Urbana-Champaign und erhielt für seine dortigen Gastvorlesungen den Robert E. Demarest Memorial Award der Universität. Außerdem wurde er 1997 Mitglied der akademischen Ehrengesellschaft Phi Kappa Phi. Seit seiner Rückkehr 1998 war er als Berater und internationaler Dozent für Wirtschaft, öffentliche Politik, Staatsreform, Modernisierung der öffentlichen Verwaltung, Bewertung und Überwachung der institutionellen Leistung tätig.

### Vizeminister und PLP-Vorsitzender

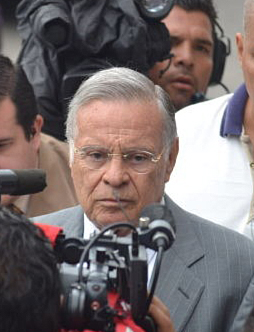
Während der Amtszeit von Staatspräsident Miguel Ángel Rodríguez Echeverría bekleidete Feinzaig Mintz zahlreiche öffentliche Ämter und war zeitweise Vizeminister für öffentliche Arbeiten und Verkehr.

Während der Amtszeit von Staatspräsident Miguel Ángel Rodríguez Echeverría (8. Mai 1998 bis 8. Mai 2002) war Eli Feinzaig Mintz, der zu dieser Zeit Mitglied der Christlich-Sozialen Einheitspartei PUSC (Partido Unidad Social Cristiana) war, zwischen 1998 und 2000 zunächst zwischen 1998 und 2000 Berater des Präsidenten sowie zeitgleich Vorstand der Regulierungsbehörde für öffentliche Dienste ARESEP (Autoridad Reguladora de los Servicios Públicos) und von 1999 bis 2000 auch Vorstand des Nationalen Forstfinanzierungsfonds FONAFIFO (ondo Nacional de Financiamiento Forestal). Er war zwischen 2001 und 2002 Vizeminister für öffentliche Arbeiten und Verkehr (Viceministro de Obras Públicas y Transporte) und war in dieser Funktion kraft Amtes in Personalunion auch Präsident des Technischen Rates für Zivilluftfahrt (Consejo Técnico de Aviación Civil), Präsident des Rates für öffentlichen Verkehr (Consejo de Transporte Público) sowie Vorstand der Zentralamerikanischen Gesellschaft für Flugnavigationsdienste COCESNA (Corporación Centroamericana de Servicios de Navegación Aérea) in Tegucigalpa.
Nach seinem Ausscheiden aus der Regierung Rodríguez Echeverría war er zwischen 2002 und 2004 Direktor für die Förderung ausländischer Investitionen der Koalition der Entwicklungsinitiativen von Costa Rica CINDE (Coalición Costarricense de Iniciativas para el Desarrollo) in New York City. Nach seiner Rückkehr war er von 2005 bis 2018 als Berater für die Entwicklung von Gewerbe- und Wohnimmobilien tätig.
Nach der Gründung der Progressiv-Liberalen Partei PLP (Partido Liberal Progresista) am 27. Februar 2016 wurde Fainzaig Mintz Parteivorsitzender und hat diese Funktion seither inne.

### Präsidentschaftskandidatur und Abgeordneter
Bei der Präsidentschaftswahl in Costa Rica 2022 kandidierte Eliécer Feinzaig Mintz für die PLP und belegte im ersten Wahlgang 6. Februar 2022 den vierten Platz unter 25 Kandidaten. Dabei lag er mit 259.788 Stimmen (12,4 Prozent) hinter José María Figueres Olsen vom Partido Liberación Nacional (PLN) mit 571.518 Stimmen (27,28 Prozent), Rodrigo Chaves Robles vom Partido Progreso Social Democrático (PPSD) mit 351.453 Wählerstimmen (16,78 Prozent) und Fabricio Alvarado Muñoz vom Partido Nueva República (PNR) mit 311.633 Wählerstimmen (14,88 Prozent). Die Stichwahl am 3. April 2022 konnte der Zweitplatzierte Rodrigo Chaves Robles mit 1.018.454 Wählerstimmen (52,84 Prozent) gegen 908.816 Stimmen (47,16 Prozent) José María Figueres Olsen für sich entscheiden.
Bei den Wahlen am 6. Februar 2022 wurde Feinzaig Mintz für den Partido Liberal Progresista  zum Mitglied der Legislativversammlung von Costa Rica (Asamblea Legislativa de Costa Rica) gewählt und vertritt in dieser seither als Abgeordneter die Provinz San José. Im Parlament ist er Vorsitzender der PLP-Fraktion, während Kattia Cambronero Aguiluz als Vizevorsitzende der Fraktion fungiert. Er befasst sich insbesondere mit den Themen Wirtschaft, öffentlichen Finanzen, Staatsreform, Sozialpolitik und Umwelt.

## Veröffentlichungen
Eli Feinzaig Mintz war Ko-Autor eines Kapitels in dem 1997 veröffentlichten Wirtschaftsfachbuchs The Economic Theory of Environmental Policy in a Federal System. Des Weiteren hat er von 2015 bis 2021 fast hundert Meinungsartikel zu Wirtschaft und Politik in der Rubrik Página Quince der Zeitung La Nación veröffentlicht.